# Vladimir Nazarov
Vladimir Nazarov (Tashkent, 8 giugno 2002) è un calciatore uzbeko, di ruolo portiere.

## Carriera

### Club
Ha giocato nella prima divisione uzbeka.

### Nazionale
Ha giocato nella nazionale uzbeka Under-23.
Nell'estate del 2024 ha partecipato ai Giochi Olimpici di Parigi, nei quali ha giocato una partita (subendovi una rete).